# Salutogènesi
El terme salutogènesi va ser creat pel metge i sociòleg Aaron Antonovsky a final del segle xx. Prové del llatí salus i del grec Gènesis que vol dir origen de la salut. Aquest nou concepte seria un nou paradigma en quan a la salut, i sorgeix per contraposició a allò que la humanitat ha estudiat durant segles, que es la cerca de la «patogènia». La salutogènesi es pregunta com ens podem mantenir en salut.

## Actius per la salut
En el marc de la promoció de la salut els actius per salut són tots aquells aspectes que afavoreixen la salut de les persones. Es tracta d'un concepte que deriva del model salutogènic de la salut (Aaron Antonovsky) centrat en tot allò que millora la salut i el benestar de les persones, contraposat al model tradicional de la salut, més centrat en el dèficit o malaltia.
Una de les definicions més conegudes pertany a Antony Morgan i Erio Ziglio el 2007: «Qualsevol factor (o recurs) que millora la capacitat de les persones, grups, comunitats, poblacions, sistemes socials i institucions per mantenir i sostenir la salut i el benestar, i que els ajuda a reduir les desigualtats en salut.» Els actius per a la salut poden ser persones, entitats, activitats, llocs o intangibles, i són les mateixes persones o la pròpia comunitat qui els identifica, una pràctica habitual en la salut comunitària.
La identificació dels actius en salut permet conèixer aquells aspectes de l'entorn que la pròpia ciutadania identifica com a beneficiosos per la seva salut, i permet a la pròpia comunitat o a les institucions dinamitzar-los, potenciar-los o utilitzar-los per afavorir la salut del conjunt de la ciutadania, així com orientar les polítiques públiques.
La metodologia més utilitzada en la detecció d'actius és el mapeig d'actius, basat en la localització geogràfica dels actius sobre el mapa (digital o paper) de la zona que estem analitzant. La localització geogràfica permet, no només fer més comprensible la tasca d'identificació, sinó disposar d'un anàlisi de distribució, concentració, etc.

## Sentit de coherència
El Sentit de Coherència (SOC) és una orientació global que expressa fins a quin punt es té sensació de seguretat respecte els estímuls provinents del nostre entorn, fent-los predictibles i manejables; que els recursos per afrontar aquests estímuls estan disponibles i que aquestes demandes de són reptes que es mereixen dedicar-li l'energia i el compromís invertit.
És un dels conceptes clau de la teoria o model salutogènic (Aaron Antonovsky,1923 – 1994) juntament amb els Recursos Generals de Resistència (RGR) que precisament són els prerequisits pel SOC. El SOC està compost de tres dimensions, que són la comprensibilitat, la manejabilitat i la significativitat. Tenir un SOC fort permet a les persones veure la vida com quelcom coherent, comprensible, manejable i significatiu, donant una confiança i seguretat interns per identificar recursos dins de un mateix i en el seu entorn immediat, una habilitat per fer servir i tornar a fer servir aquest recursos de forma promotora de salut. El Soc és mesurable, hi han uns qüestionaris per fer-ho, entre els quals destaquen els SOC-13 i el SOC-29, on els números indiquen el numero d'ítems per valorar les tres dimensions.

## Recursos generals de resistència
Els recursos generals de resistència són un dels tres elements inclosos dins del model salutogènic que va plantejar Aaron Antonowski: SOC (sentit de coherència), RGR (recursos generals de resistència) i la salut en el riu de la vida. Una orientació salutogènica fa que la recerca i l'acció se centrin en factors generadors de salut. El motiu que algú es mogui des de la banda de malaltia fins a la banda de salut és el que va anomenar recursos generals de resistència (RGR). Els RGR provenen de l'interior de la persona i del seu comportament, del seu entorn i dels seus coneixements i experiències. Poden ser o es defineixen com una característica física, cognitiva, emocional, bioquímica, artefactual o material, actitudinal, interpersonal o de relació, sociocultural ... d'un individu, grup o comunitat que és efectiva per evitar o combatre una àmplia varietat d'estressor. Així els RGR quan tenim habilitat per fer-los servir es converteixen en un escut protector dels estressors.